# П'єтракупа
П'єтракупа (італ. Pietracupa) — муніципалітет в Італії, у регіоні Молізе,  провінція Кампобассо.
П'єтракупа розташовані на відстані близько 170 км на схід від Рима, 18 км на північний захід від Кампобассо.
Населення — 219 осіб (2014).

## Демографія
Населення за роками:

Станом на 1 січня 2023 року в муніципалітеті офіційно проживали 4 іноземці (громадяни Румунії).

## Сусідні муніципалітети
- Баньолі-дель-Тріньо
- Дуронья
- Фоссальто
- Сальчито
- Торелла-дель-Санніо